# 柴崎町
柴崎町（しばさきちょう）は、東京都立川市の町名。現行行政地名は柴崎町一丁目から柴崎町六丁目。郵便番号は190-0023。

## 地理
立川市の南部に位置する。北は曙町、東は錦町、南は日野市日野及び日野本町、南西は日野市栄町、西は富士見町に隣接する。町内は住宅地と商業地が混在している。

### 地価
住宅地の地価は、2017年（平成29年）の公示地価によれば柴崎町2-22-4の地点で37万6000円/m2となっており、立川市内で最も高い。

## 歴史

### 治安・風紀の維持
2012年、東京都は柴崎町二丁目および三丁目を都迷惑防止条例に基づき、客引きやスカウトのみならず、それらを行うために待機する行為なども禁止する区域に指定した。
さらに2019年には同じく柴崎町二丁目および三丁目を暴力団排除条例に基づき、暴力団排除特別強化地域に指定。地域内では暴力団と飲食店等との間で、みかじめ料のやりとりや便宜供与などが禁止され、違反者は支払った側であっても懲役1年以下または罰金50万円以下の罰則が科される。

## 世帯数と人口
2018年（平成30年）1月1日現在の世帯数と人口は以下の通りである。
| 丁目         | 世帯数    | 人口     |
| ------------ | --------- | -------- |
| 柴崎町一丁目 | 1,092世帯 | 2,293人  |
| 柴崎町二丁目 | 1,370世帯 | 2,419人  |
| 柴崎町三丁目 | 883世帯   | 1,554人  |
| 柴崎町四丁目 | 1,033世帯 | 2,093人  |
| 柴崎町五丁目 | 489世帯   | 1,089人  |
| 柴崎町六丁目 | 353世帯   | 791人    |
| 計           | 5,220世帯 | 10,239人 |

## 小・中学校の学区
市立小・中学校に通う場合、学区は以下の通りとなる。
| 丁目         | 番地 | 小学校             | 中学校                 |
| ------------ | ---- | ------------------ | ---------------------- |
| 柴崎町一丁目 | 全域 | 立川市立第一小学校 | 立川市立立川第一中学校 |
| 柴崎町二丁目 | 全域 | 立川市立第一小学校 | 立川市立立川第一中学校 |
| 柴崎町三丁目 | 全域 | 立川市立第一小学校 | 立川市立立川第一中学校 |
| 柴崎町四丁目 | 全域 | 立川市立第一小学校 | 立川市立立川第一中学校 |
| 柴崎町五丁目 | 全域 | 立川市立第一小学校 | 立川市立立川第一中学校 |
| 柴崎町六丁目 | 全域 | 立川市立第一小学校 | 立川市立立川第一中学校 |

## 交通
鉄道
- 東日本旅客鉄道（JR東日本）
  - 中央本線・青梅線・南武線：立川駅
- 多摩都市モノレール
  - 多摩都市モノレール線：柴崎体育館駅 - 立川南駅

道路
- 東京都道29号立川青梅線　奥多摩街道
- 東京都道149号立川日野線

## 施設
- 立川市立立川第一中学校
- 立川市立第一小学校
- 立川市立柴崎保育園
- 立川市柴崎学習館
- 立川市柴崎図書館
- 立川市柴崎市民体育館
- 立川市練成館
- 立川市柴崎福祉会館
- 立川市シルバー大学
- 東京都多摩立川保健所（建替工事のため、2020年5月末まで羽衣町の仮庁舎に一時移転中）
- 立川中央病院
- 諏訪の森公園
- 立川公園
- 諏訪神社
- アレアレア
- 学校法人大原学園 東京立川情報ITクリエイター専門学校（旧・大原学園立川校本館[注釈 1]）